# Aung San Suu Kyi
Aung San Suu Kyi, é uma ativista e política birmanesa, vencedora do Prémio Nobel da Paz em 1991 e secretária-geral da Liga Nacional pela Democracia (LND). Suu Kyi é a terceira dos filhos de Aung San, considerado o pai da Birmânia moderna (atual Mianmar). Foi conselheira de estado do país de 2016 até 2021, quando foi deposta por um golpe militar.
Durante a eleição geral de 1990, a LND, partido  liderado por Suu Kyi, obteve 59% dos votos em todo o país, conquistando 81% (392 de 485) dos assentos no parlamento - o que deveria fazer dela a primeira-ministra da Birmânia. No entanto, pouco antes das eleições,  foi detida e colocada em prisão domiciliária, condição em que viveu por quase 15 dos 21 anos que decorreram desde o seu regresso à Birmânia, em 20 de julho de 1989, até sua libertação, depois de forte pressão internacional, em 13 de novembro de 2010. Ao longo desses anos, Suu Kyi foi uma das mais notórias prisioneiras políticas do mundo. Em 2010, após ser libertada, ela boicotou as eleições daquele ano, e exigiu mais abertura política contra o governo dos militares. Em 2015, liderou o seu partido a uma vitória esmagadora nas eleições legislativas. Como não podia concorrer à presidência devido a uma cláusula na constituição (Aung San era casada com um estrangeiro e tinha filhos estrangeiros), o cargo de Conselheiro de Estado foi criado para ela.
Por muito tempo considerada um ícone pela liberdade, no período que foi apontada como Conselheira de Estado, Aung San Suu foi criticada dentro e fora de Mianmar por suas ações dentro do governo do país. Segundo seus detratores, ela não demonstrou qualquer simpatia ou interesse em resolver a questão do genocídio ruainga, em 2016, no estado de Raquine, e recusou-se a aceitar ou reconhecer que o exército de Myanmar perpetrou qualquer massacre. Ao longo da sua gestão no governo, Myanmar intensificou a perseguição aos jornalistas. A 1 de fevereiro de 2021, Aung San foi derrubada da sua posição de Conselheira de Estado após um golpe orquestrado pelas forças armadas do país.

## Biografia
Suu Kyi é filha de Aung San, o herói nacional da independência da Birmânia (também chamado Mianmar), ex-colónia britânica, que foi assassinado pouco antes da  independência do país (proclamada a 4 de janeiro de 1948), quando ela tinha dois anos de idade.
Suu Kyi foi educada nas melhores escolas de Rangum - antiga capital e  maior cidade do país. Também estudou na Índia, onde sua mãe, Khin Kyi, foi embaixadora, e na Universidade Oxford, onde conheceu Michael Aris, um especialista em civilização tibetana, com quem viria a se casar. Após a graduação, entre 1969 e 1971, ela trabalha na ONU, em Nova York. Em janeiro de 1972, casa-se com Michael. O casal teve dois filhos, Alexander (Londres, 1973) e Kim (Oxford, 1977).

Em 1988, Suu Kyi regressa ao seu país, a princípio para cuidar de sua mãe, que se encontrava muito doente. No entanto, ela envolveu-se no movimento pró-democracia que estourava em Myanmar. Por ser descendente de um herói da independência, a sua presença inflama o movimento. O seu regresso ao país coincide com a eclosão de uma revolta popular contra os vinte e seis anos de governo do general Ne Win, que resultaram num alto grau de repressão política e colapso da economia do país. A 23 de julho, o general Ne Win renuncia, mas as manifestações  populares de protesto continuam. O movimento é brutalmente reprimido. Mais de 5 000 manifestantes são mortos a 8 de agosto de 1988 na chamada Revolta 8888. A 18 de setembro instala-se uma junta militar no governo do país. Alguns dias depois, a 24 de setembro, um novo partido é formado - a Liga Nacional pela Democracia, LND -, partido fundado por Aung San Suu Kyi. Ela torna-se a principal líder do movimento pró-democratização. Naquele mesmo ano, dez mil pessoas morreriam na luta contra o regime militar birmanês.[carece de fontes?] Entre outubro e dezembro, Suu Kyi percorre o país, manifestando-se contra a violência e a desobediência civil, em grandes comícios. Em dezembro, morre sua mãe, Daw Khin Kyi, aos setenta e seis anos.
Você nunca deve deixar seus medos impedirem que faça o que sabe que é certo.
Em 1989, Suu Kyi é presa pela primeira vez e ficou impedida de apresentar sua candidatura às eleições gerais do ano seguinte - as primeiras no país desde 1962. Mesmo assim, o seu partido, a LND, obtém uma vitória esmagadora nas eleições de 1990, conquistando 81% das cadeiras em disputa. A junta militar recusou-se a reconhecer o resultado das eleições.

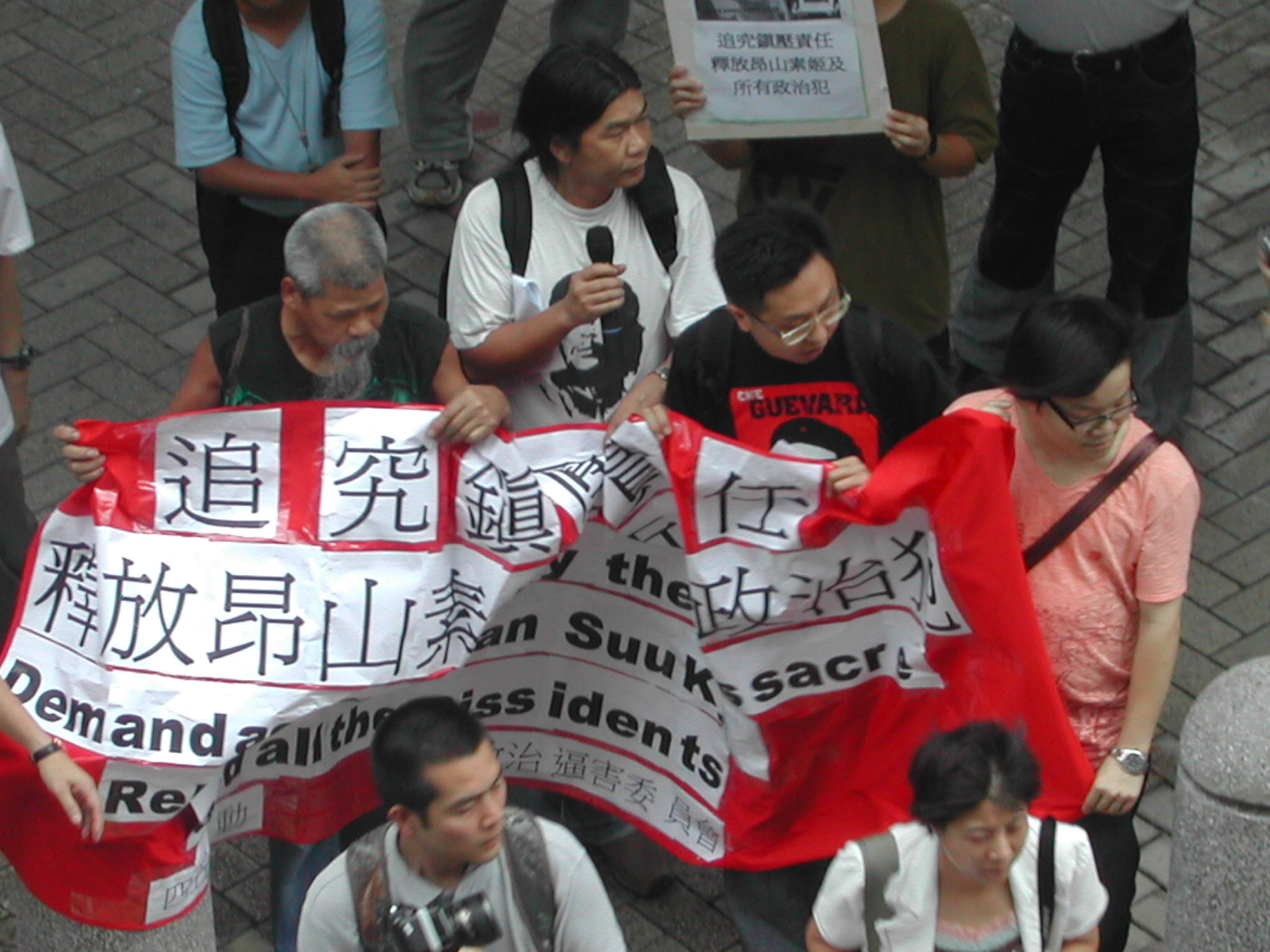
Manifestação pela liberação de Aung San Suu Kyi, 2005

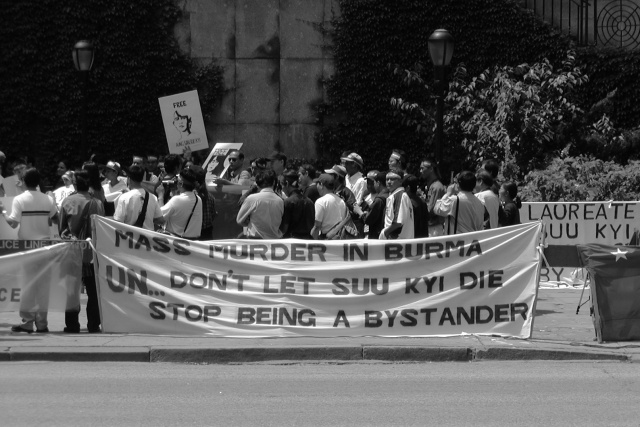
Manifestação pela liberação de Aung San Suu Kyi, em Nova York, 2003

Ainda em 1990, o Parlamento Europeu concede a Suu Kyi o prémio Sakharov de liberdade de pensamento. Em 1991 foi galardoada com o Nobel da Paz. Em 10 de dezembro, os seus filhos, Alexander e Kim, recebem o prémio, em nome da sua mãe. Suu Kyi permanece presa e recusa-se a deixar o país, conforme lhe propõe o governo birmanês. O movimento pela sua libertação cresce pelo mundo inteiro.
Em 1995, o regime militar decide levantar a pena de prisão domiciliária imposta a ela, como sinal de abertura democrática dirigido à comunidade internacional. Mas a sua liberdade dura pouco. Logo estará novamente em prisão domiciliária.
No Natal de 1995, Michael Aris consegue permissão para visitar a esposa. Será o último encontro do casal. Em 27 de março de 1999 morreu de cancro, em Londres, sem ter conseguido voltar a Mianmar para ver a sua esposa, Aung San Suu Kyi. O governo sempre insistia que ela fosse para junto da sua família, na Inglaterra, mas ela sabia que, se concordasse em sair do país, as autoridades birmanesas não a deixariam regressar. Assim, ela assume essa separação como um sacrifício a ser feito pelo seu país.

## Manifestações de apoio

Barack Obama e Aung San Suu Kyi em setembro de 2012

Em 2000, o grupo U2 fez uma canção em sua homenagem chamada "Walk On". Em 2005, Damien Rice e Lisa Hannigan escreveram a canção "Unplayed Piano" em sua honra e tocaram-na ao vivo no Nobel Peace Prize Concert (Nobels fredspriskonsert)" em Oslo, Noruega.
Em 2008, Suu Kyi foi considerada como a 71ª mulher mais poderosa do mundo, pela revista Forbes. Em setembro do mesmo ano, o seu estado de saúde suscitou preocupação. Ela estava a recusar a comida que lhe era fornecida pela junta militar.
Nove ganhadores do Nobel manifestaram apoio a Aung San Suu Kyi, que estava sendo julgada. Segundo a Secretária de Estado para os Direitos Humanos da França, Rama Yade, a detenção de Suu Kyi, a poucos dias de sua liberação, visava afastá-la do processo eleitoral. O objetivo do regime era chegar às eleições legislativas de 2010 sem entraves. "Trata-se de um estado que vive sob o terror há vinte anos". Suu Kyi, manteve-se no seu país, e marcou a resistência pacífica, mas firme ao regime autoritário.
A secretária de Estado norte-americana, Hillary Clinton, qualificou de escandaloso o processo contra Aung San Suu Kyi. "É escandaloso que ela seja julgada e continue a ser detida por causa da sua popularidade", declarou Clinton em Washington.
A 30 de maio, os dois juízes militares responsáveis pelo julgamento da principal opositora birmanesa adiaram a data de apresentação das razões finais no processo contra ela, de 1 de junho para 5 de junho. "O tribunal pronunciará a sentença depois das razões finais" − disse Kyi Win, um dos três advogados que defendiam Aung San Suu Kyi.
A 19 de junho de 2010, Aung San Suu Kyi completou 65 anos ainda em prisão domiciliária. Na ocasião o presidente americano Barack Obama fez um apelo ao governo de Myanmar para que a libertassem, assim como aos demais presos políticos.

## Libertação
A 13 de novembro de 2010, Suu Kyi foi finalmente libertada da prisão domiciliária e ficou autorizada a deslocar-se livremente. Ao discursar para cerca de 4.000 simpatizantes, defendeu a democracia e a "reconciliação nacional". "Estou preparada para conversar com qualquer um. Não guardo ressentimento de ninguém", disse ela. Em 15 de agosto de 2011, encontrou-se com o presidente Thein Sein e manifestou o seu apoio à abertura iniciada pelo governo, que inclui a libertação dos numerosos presos políticos do país.
A 1 de abril de 2012 o seu partido, a Liga Nacional pela Democracia, anunciou que ela tinha sido eleita para o  Pyithu Hluttaw, a câmara baixa do parlamento birmanês, representando o distrito eleitoral  de Kawhmu, na região de Yangon. Seu partido também conquistou 43 dos 45 assentos vacantes da câmara baixa. No dia seguinte os resultados da eleição foram confirmados pela comissão eleitoral oficial.

## Eleições legislativas de 2015

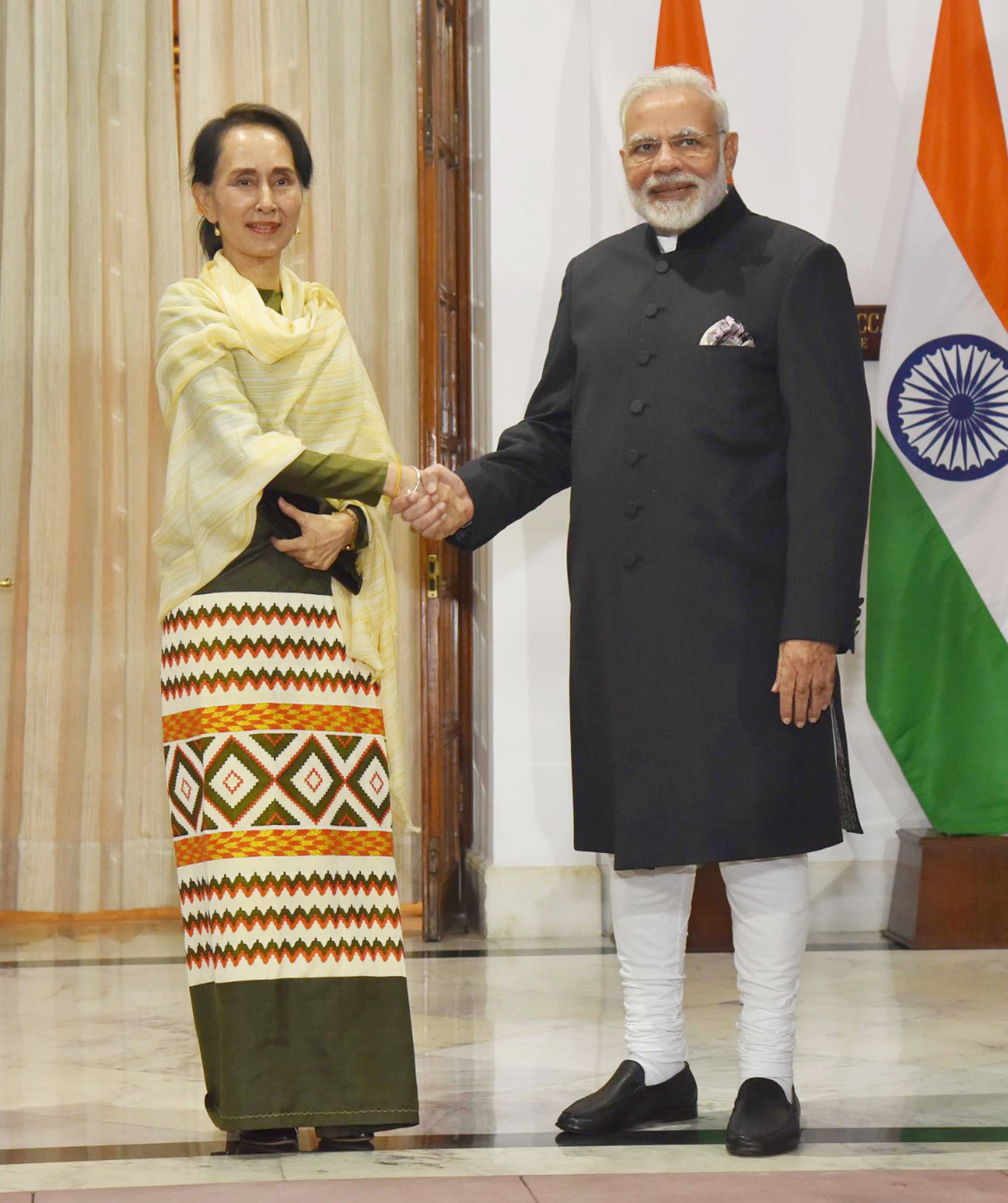
Aung San Suu Kyi e o primeiro-ministro da Índia, Narendra Modi

Nas eleições legislativas de novembro de 2015, a Liga Nacional para a Democracia conquistou 80% dos votos, elegendo 390 cadeiras. Apesar do resultado, 25% do total de parlamentares são deputados militares que não são eleitos, conforme determinação da Constituição, que também lhes garante automaticamente os Ministérios da Defesa e do Interior.
Com essa configuração do Parlamento, há grande dificuldade na aplicação de alterações na Constituição, em razão da necessidade de aprovação de por 75% nas duas câmaras, quórum improvável de alcançar sem os votos dos militares.
Em abril de 2016, o Parlamento realizou a eleição do Presidente que substituiria o ex-general Thein Sein. Htin Kyaw, aliado de Aung San Suu Kyi, foi eleito com o voto de 360 dos 652 deputados. Aung San Suu Kyi, no entanto, era a líder de facto do país, sendo responsável pelas pastas do Exterior, Educação, da Energia, além da Casa Civil, mas sem exercer controle sobre o comando militar.
Em Myanmar, o presidente é chefe de Estado e de Governo, tendo o cargo de primeiro-ministro sido abolido em março de 2011. Aung San Suu Kyi não poderia assumir a presidência em razão de a lei impedir quem tem filhos estrangeiros de chegar à chefia do Estado.

## Conselheira de Estado (2016-2021)
Em abril de 2016, foi publicada a lei de criação do cargo de Conselheiro de Estado, com funções semelhantes às de um primeiro ministro, permitindo trabalhar em todas as áreas de governo e atuar como elo entre o executivo e o legislativo. O cargo permitiu que Aung San Suu Kyi tivesse um papel maior no governo, tendo assumido o cargo em 06 de abril de 2016.
Em 28 de março de 2018, Win Myint foi eleito presidente de Myanmar pelo Parlamento, também um aliado da líder de fato Aung San Suu Kyi. Htin Kyaw renunciou ao cargo, por razões de saúde. O ex-presidente havia realizado diversas viagens ao exterior para tratamento médico.

### Genocídio ruainga

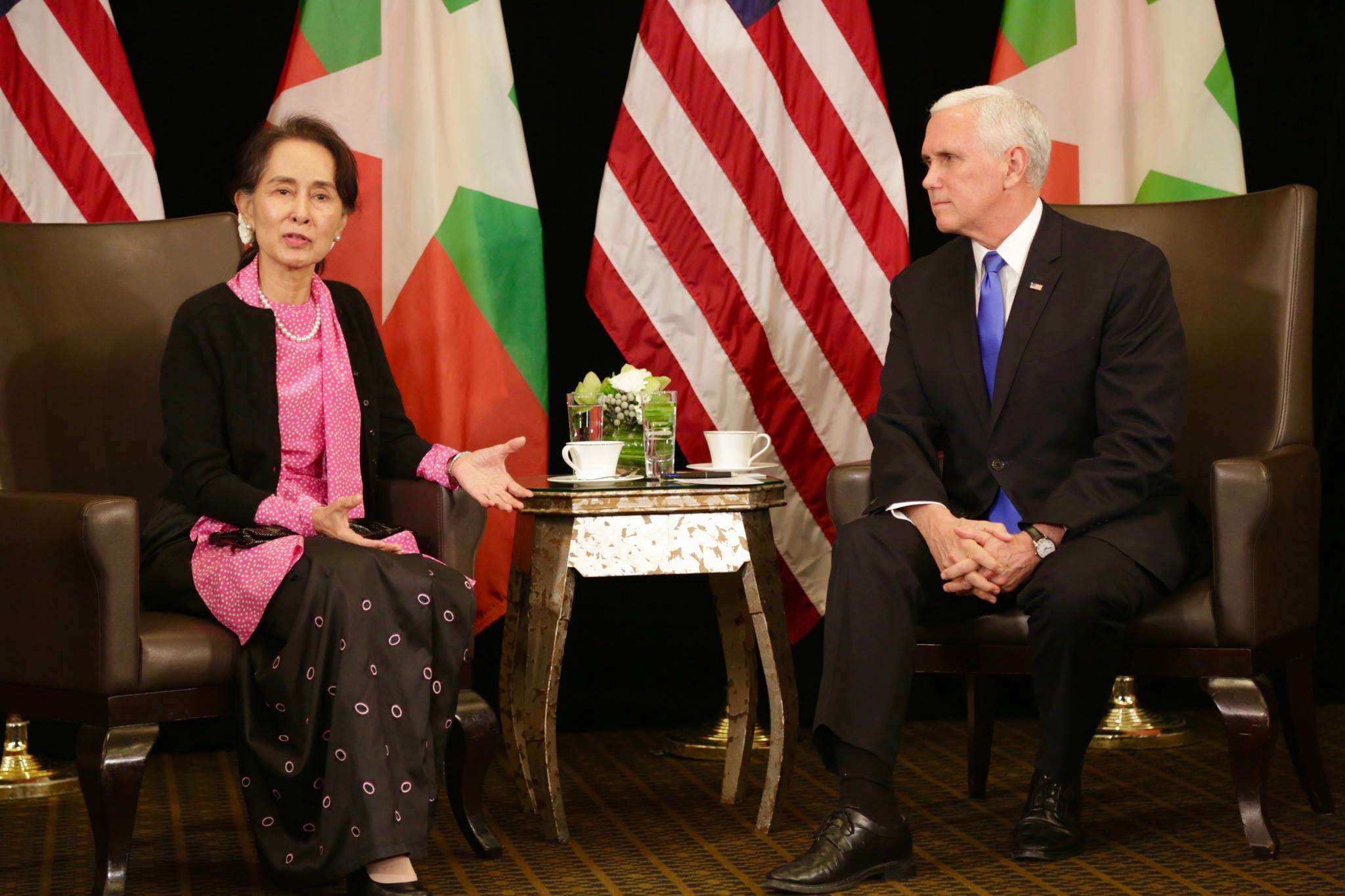
A conselheira de estado e o vice-presidente dos Estados Unidos, Mike Pence, durante a 33ª Cúpula da Associação de Nações do Sudeste Asiático

Em agosto de 2017, o Exército de Mianmar lançou uma incursão em Raquine, o estado do norte do país que abriga mais de um milhão de muçulmanos da etnia ruainga e deixou cerca de 25 mil mortos e mais de 700 000 refugiados.
Conforme relatos do Alto Comissariado das Nações Unidas para os Direitos Humanos, o exército teria incendiado vilarejos, matado civis e espalhado minas terrestres na fronteira com Bangladexe.
O povo ruainga é uma minoria étnica muçulmana que, em sua maioria, vive no estado de Raquine, um dos estados mais pobres de Mianmar.
Desde a independência do país em 1948, os ruaingas tem sido vítimas de tortura, negligência e repressões e são alvos de violência étnica. O governo de Mianmar não permite o seu acesso à cidadania e são considerados apátridas, sendo proibido a eles casar ou viajar sem a permissão de autoridades, além de possuir terras ou propriedades.
Enquanto os ruaingas afirmam serem autóctones do estado de Raquine, o governo aponta que os mesmos seriam de origem bengali e teriam migrado para o país durante a ocupação britânica.
Aung San Suu Kyi, no entanto, se manifestou tardiamente sobre a perseguição do exército birmanês à minoria, desmentindo as alegações de atrocidades e negando as denúncias de limpeza étnica. A conselheira sofreu pesadas críticas internacionais, sendo acusada de cúmplice dos militares, tendo sido retiradas algumas de suas condecorações e prêmios, entre os quais o da Anistia Internacional.
Em dezembro de 2019, Aung San Suu Kyi declarou que iria representar pessoalmente Mianmar diante do Tribunal Penal Internacional (TPI), em Haia, após Gâmbia iniciar um processo contra o país por violação à convenção da ONU para prevenção e punição do genocídio.

## Eleições legislativas de 2020
Em novembro de 2020, a Liga Nacional para a Democracia novamente saiu vitoriosa no pleito eleitoral, com 346 cadeiras, vencendo 83% dos cargos em disputa e ampliando os resultados em relação aos de 2015.
O Partido da Solidariedade e Desenvolvimento da União (PSDU), alinhado com os militares, obteve 25 cadeiras. O partido contestou a eleição, alegando que a mesma não foi livre nem justa e pediu a renúncia dos integrantes da Comissão Eleitoral da União (UEC). O PSDU solicitou a convocação de novas eleições.

### Golpe de Estado

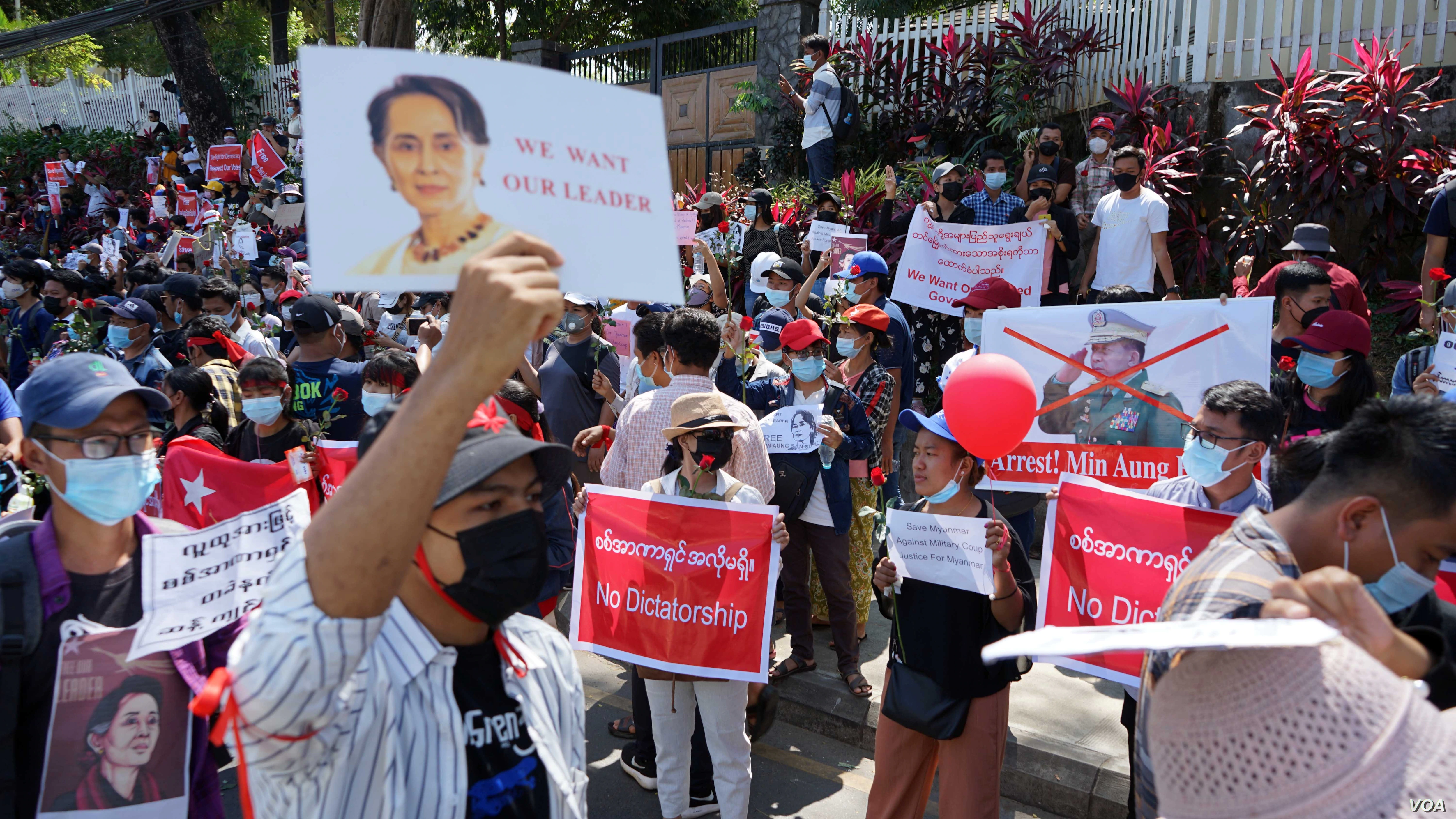
Protestos contra o golpe em Myanmar, com cartazes com a foto de Aung San Suu Kyi.

Em 1º de fevereiro de 2021, o exército de Myanmar derrubou o governo eleito, prendeu líderes políticos, bloqueou estradas, fechou o acesso à internet e suspendeu os voos ao país. Foram presos membros do NDL, a conselheira Aung San Suu Kyi, o presidente Win Myint, juntamente com ministros, governadores regionais, políticos da oposição, escritores e ativistas. Os militares alegaram irregularidades nas eleições realizadas em novembro, acusando os resultados de fraudulentos. O golpe foi anunciado em uma rede de televisão pertencente aos militares. Foi decretado estado de emergência por um ano, com fechamento do Parlamento.
Protestos pela democracia se seguiram nas semanas seguintes, reprimidos violentamente pelas Forças Armadas. A Associação de Ajuda a Presos Políticos informou que 570 pessoas haviam sido mortas pelas forças de segurança. Aung San Suu Kyi, colocada sob prisão domiciliar, enfrenta acusações de violação de uma lei sobre telecomunicações, incitação à desordem pública e por se encontrar na posse de dois rádios de comunicação que teriam sido importados ilegalmente e usados sem permissão.
Em 24 de maio de 2021, Aung San Suu Kyi compareceu pessoalmente ao tribunal pela primeira vez desde o golpe para enfrentar a acusação de "incitação à sedição" contra ela.
Em novembro, os tribunais de Mianmar adiaram os primeiros veredictos do julgamento sem maiores explicações ou datas. No mesmo mês, também foi acusada de corrupção relacionada à compra e aluguel de um helicóptero. Em 6 de dezembro de 2021, Suu Kyi foi condenada a quatro anos de prisão, sob a acusação de incitar a dissidência e violar os protocolos do COVID-19, porém a pena foi reduzida para dois anos após o perdão parcial do chefe do governo militar.
Em 10 de janeiro de 2022, o tribunal militar em Mianmar condenou Suu Kyi a mais quatro anos de prisão por várias acusações, incluindo "importação e posse de walkie-talkies" e "quebra das regras do coronavírus". Os julgamentos, que são fechados ao público, à mídia e a quaisquer observadores, foram descritos como um "O circo do tribunal da junta militar de Mianmar, de procedimentos secretos sob acusações falsas" pelo vice-diretor para a Ásia da Human Rights Watch.
Em 27 de abril de 2022, Aung San Suu Kyi foi condenada a cinco anos de prisão por acusações de corrupção.
Em 22 de junho de 2022, as autoridades da junta ordenaram que todos os outros procedimentos legais contra Suu Kyi ocorressem em prisões, em vez de em um tribunal. Não foi dada nenhuma explicação para a decisão. Citando fontes não identificadas, a BBC informou que Suu Kyi também foi transferida em 22 de junho da prisão domiciliar, onde tinha companheiros próximos, para o confinamento solitário em uma área especialmente construída dentro de uma prisão em Nay Pyi Taw. Esta é a mesma prisão em que Win Myint também foi colocado em confinamento solitário. Os militares confirmaram que Suu Kyi foi transferida para a prisão.
Em 15 de agosto de 2022, fontes disseram que Aung San Suu Kyi foi condenada a mais seis anos de prisão após ser considerada culpada por quatro acusações de corrupção, elevando suas sentenças totais para 17 anos de prisão.  Em setembro de 2022, ela foi condenada por fraude eleitoral e violação da lei de segredos do estado e sentenciada a um total de seis anos de prisão por ambas as condenações, aumentando sua sentença geral para 23 anos de prisão.  Em 12 de outubro de 2022, ela foi condenada por mais duas acusações de corrupção e foi sentenciada a duas penas de prisão de três anos a serem cumpridas simultaneamente. Em 30 de dezembro de 2022, seus julgamentos terminaram com outra condenação e uma sentença adicional de sete anos de prisão por corrupção. A sentença final de Aung San Suu Kyi é de 33 anos de prisão.
No dia 1 de agosto de 2023, a sua pena de prisão foi reduzida de 33 para 27 anos de prisão na sequência de um indulto.
Antes do perdão, ela foi transferida da prisão para uma residência vip do governo, de acordo com um funcionário do partido NLD. 
No entanto, foi relatado que desde o início de setembro de 2023, ela está de volta à prisão. O momento exato em que ela foi enviada de volta à prisão é desconhecido. Desde janeiro, Aung San Suu Kyi e seus advogados estão tentando anular seis acusações de corrupção. Até esta data, os pedidos são repetidamente negados. 
Em 16 de abril de 2024, os militares anunciaram que Aung San Suu Kyi havia sido transferida para prisão domiciliar devido a uma onda de calor. No entanto, publicações pró-democracia como The Irrawaddy alegaram que ela continua na prisão, com aparelhos de ar condicionado sendo adicionados à sua cela. 

## Prémios e honrarias
- Prémio Rafto (1990)
- Prémio Nobel da Paz de 1991
- Prémio Sakharov para a Liberdade de Pensamento (1990) - retirado em 2020 devido à sua recusa em condenar a violência contra o povo ruainga[71]
- Prémio Jawaharlal Nehru para a Compreensão Internacional, concedido pelo governo da Índia (1992)
- Prémio Internacional Simón Bolívar, do governo da Venezuela (1992)
- Prémio Liberdade de Edimburgo (2005) - prémio retirado em 2018 devido à sua recusa em condenar a violência contra o povo ruainga
- Cidadania honorária do Canadá,  concedida pelo governo daquele país (2007).[72] Até então, o título só tinha sido concedido a três pessoas.[73]
- Prémio Internacional Catalunha (2008)
- Medalha Wallenberg (2011)[74]